# Stanhopea martiana
 (juillet 2020).
Si vous disposez d'ouvrages ou d'articles de référence ou si vous connaissez des sites web de qualité traitant du thème abordé ici, merci de compléter l'article en donnant les références utiles à sa vérifiabilité et en les liant à la section « Notes et références ».
Espèce
Synonymes
- Stanhopea implicata Westc. ex Lindl.[2]
- Stanhopea martiana var. bicolor Lindl.[2]
- Stanhopea uncinata Drapiez[2]
- Stanhopea velata C.Morren[2]

Statut de conservation UICN

CRA2bcd+4bcd; C1+2a(i) : 
En danger critique
Peut-être éteint à l'état sauvage
Statut CITES
Stanhopea martiana est une espèce de plantes à fleurs de la famille des Orchidaceae (les orchidées) endémique du sud-ouest du Mexique. C'est une photoautotrophe.

## Description
C'est une orchidée épiphyte produisant des pseudobulbes sphériques, fortement sillonnés dans la longueur, d’où émergent de longues et larges feuilles coriaces, vert sombre, légèrement ondulées sur les bords et marquées par de fortes veinures latérales. Les hampes florales apparaissent sous la plante. Elle mesure, en moyenne, entre 30 et 40 centimètres.
Cette espèce de Stanhopea était exportée du Mexique en France au XVIIIe siècle pour être cultivée puis vendue à des parfumeur pour créer des parfums très forts.
Au milieu du XVIIIe siècle, elle est de moins en moins cultivée car d'autres fleurs, moins coûteuses et avec une puissance olfactive quasiment identique, ont pris la place des Stanhopea martiana.
Aujourd'hui, on ne retrouve plus aucune plante en vente et une dizaine de plant dans le sud du Mexique, peu de personne dans l'Europe possèdent cette plante, les seuls ont des ancêtres qui cultivés celle-ci.

## Floraison
Comme toutes les stanhopeas, les fleurs traversent le substrat pour fleurir sous la plante, il faut donc les cultiver dans un substrat très aéré et dans un panier pas trop profond (15 cm maximum).
Les couleurs de ses fleurs sont brun et orange en passant par le jaune, elles ne durent moins d'une semaine.

## Multiplication

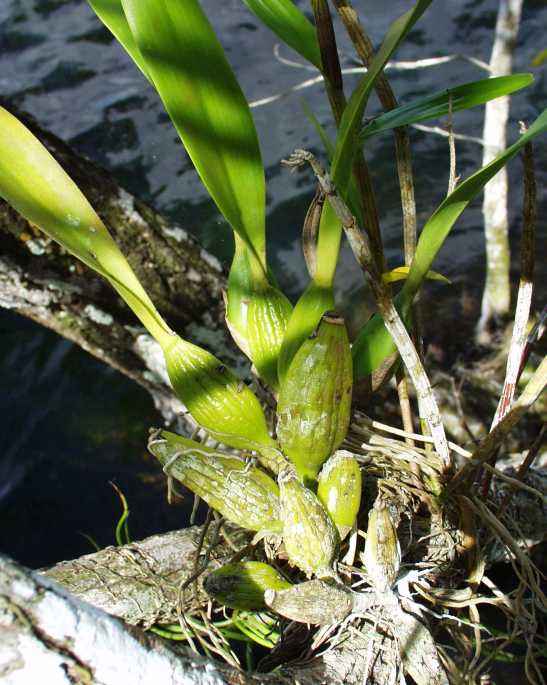
Pseudobulbes d'Encyclia chimborazoensis.

Il suffit de séparer les pseudobulbes, lorsque la végétation reprend, puis planter un pseudobulbe dans un panier métallique non fermé avec de la coir et du tourbe pour le sol. D'ailleurs, la séparation faciliterait la floraison.

## Liste des variétés
Selon Tropicos (4 septembre 2020) :
- variété Stanhopea martiana var. bicolor Lindl.